# Longitarsus bourdonnei
Longitarsus bourdonnei là một loài bọ cánh cứng trong họ Chrysomelidae. Loài này được Doguet & Bergeal miêu tả khoa học năm 2006.